# Andrzej Nowicki (matematyk)
Andrzej Władysław Nowicki (ur. 26 lipca 1949 w Żninie, zm. 9 września 2022) – polski matematyk, dr hab. nauk matematycznych, profesor zwyczajny Wyższej Szkoły Informatyki i Zarządzania im. Prof. Tadeusza Kotarbińskiego.

## Życiorys
Ukończył Liceum im. Śniadeckich w Żninie (1967), następnie studia matematyczne na Uniwersytecie Mikołaja Kopernika w Toruniu (1972), z którą to uczelnią związał się zawodowo. Tu także obronił w 1978 rozprawę doktorską Ideały i pierścienie różniczkowe, przygotowaną pod kierunkiem Stanisława Balcerzyka. 27 listopada 1995 habilitował się na podstawie pracy zatytułowanej Polynomial derivations and their rings of constants. 4 kwietnia 2005 uzyskał tytuł profesora nauk matematycznych. Został zatrudniony na stanowisku profesora na Wydziale Matematyki i Informatyki Uniwersytetu Mikołaja Kopernika w Toruniu.
Był profesorem zwyczajnym w Wyższej Szkole Informatyki i Zarządzania im. Prof. Tadeusza Kotarbińskiego.

## Odznaczenia
- Złoty Krzyż Zasługi[1]